# Ereklasse korfbal 2024-2025
De Ereklasse 2024-2025 is de hoogste competitie voor het Nederlandse veldkorfbal. 
De opzet van deze competitie was hetzelfde als seizoen 2023-2024, dus een competitie met 32 teams in totaal.
De opzet van de gehele competitie is als volgt:
- na de eerste seizoensfase degraderen de 8 nummers 4 van elke poule
- na de eerste seizoensfase worden nieuwe poules gemaakt
- in de tweede seizoensfase zijn 8 hoofdklasse ploegen gepromoveerd naar de degradatiepoules
- in de tweede seizoensfase zijn er 4 kampioenspoules en 4 degradatiepoules
- de 4 nummers 1 van de 4 kampioenspoules spelen de kruisfinale voor een plaats in de veldfinale
- van de degradatiepoules degraderen de nummer 3 en 4 direct terug naar de Hoofdklasse

## Seizoen, Eerste Fase
Ereklasse poule 1
| pos | club                   | gs | w | g | v | pnt | dv  | dt  | dt  |
| --- | ---------------------- | -- | - | - | - | --- | --- | --- | --- |
| 1.  | LDODK/Rinsma Modeplein | 6  | 6 | 0 | 0 | 12  | 138 | 76  | +62 |
| 2.  | SCO/European Aerosols  | 6  | 3 | 1 | 2 | 7   | 114 | 121 | -7  |
| 3.  | Mid-Fryslân/ReduRisk   | 6  | 1 | 2 | 3 | 4   | 112 | 121 | -9  |
| 4.  | Nic.                   | 6  | 0 | 1 | 5 | 1   | 81  | 127 | -46 |

| Thuis \ Uit            | LDO   | MID   | NIC   | SCO   |
| ---------------------- | ----- | ----- | ----- | ----- |
| LDODK/Rinsma Modeplein | —     | 28–16 | 23–9  | 25–11 |
| Mid-Fryslân/ReduRisk   | 15–18 | —     | 19–11 | 26–26 |
| Nic.                   | 12–27 | 16–16 | —     | 13–21 |
| SCO/European Aerosols  | 13–17 | 22–20 | 21–20 | —     |

Ereklasse poule 2
| pos | club               | gs | w | g | v | pnt | dv  | dt  | dt  |
| --- | ------------------ | -- | - | - | - | --- | --- | --- | --- |
| 1.  | DOS'46/VDK Groep   | 6  | 6 | 0 | 0 | 12  | 128 | 71  | +57 |
| 2.  | Unitas/Perspectief | 6  | 4 | 0 | 2 | 8   | 110 | 112 | -2  |
| 3.  | CKV Spirit         | 6  | 2 | 0 | 4 | 4   | 97  | 113 | -16 |
| 4.  | CSV Dindoa         | 6  | 0 | 0 | 6 | 0   | 76  | 115 | -39 |

| Thuis \ Uit        | DIN   | DOS   | SPR   | UNI   |
| ------------------ | ----- | ----- | ----- | ----- |
| CSV Dindoa         | —     | 12–21 | 11–20 | 13–14 |
| DOS'46/VDK Groep   | 23–9  | —     | 23–15 | 17–16 |
| CKV Spirit         | 16–11 | 9–19  | —     | 19–22 |
| Unitas/Perspectief | 21–20 | 10–25 | 27–18 | —     |

Ereklasse poule 3
| pos | club             | gs | w | g | v | pnt | dv  | dt  | dt  |
| --- | ---------------- | -- | - | - | - | --- | --- | --- | --- |
| 1.  | DVO/Transus      | 6  | 6 | 0 | 0 | 12  | 149 | 92  | +57 |
| 2.  | Dalto/klaverblad | 6  | 3 | 0 | 6 | 6   | 112 | 105 | +7  |
| 3.  | Wageningen       | 6  | 2 | 1 | 3 | 5   | 102 | 126 | -24 |
| 4.  | Oost-Arnhem      | 6  | 0 | 1 | 5 | 1   | 95  | 135 | -40 |

| Thuis \ Uit      | DAL   | DVO   | OAR   | WAG   |
| ---------------- | ----- | ----- | ----- | ----- |
| Dalto/klaverblad | —     | 17–23 | 21–17 | 14–16 |
| DVO/Transus      | 23–17 | —     | 26–13 | 27–21 |
| Oost-Arnhem      | 16–17 | 14–26 | —     | 20–20 |
| Wageningen       | 10–26 | 10–24 | 25–15 | —     |

Ereklasse poule 4
| pos | club                    | gs | w | g | v | pnt | dv  | dt  | dt  |
| --- | ----------------------- | -- | - | - | - | --- | --- | --- | --- |
| 1.  | KZ/Keukensale           | 6  | 5 | 0 | 1 | 10  | 113 | 72  | +41 |
| 2.  | AW.DTV/IJskoud de Beste | 6  | 3 | 1 | 2 | 7   | 96  | 81  | +15 |
| 3.  | GroenGeel/RMcD Huis     | 6  | 3 | 1 | 2 | 6   | 97  | 91  | +6  |
| 4.  | Tempo                   | 6  | 0 | 0 | 6 | 0   | 65  | 127 | -62 |

| Thuis \ Uit             | AWD   | GRG   | KZD   | TMP   |
| ----------------------- | ----- | ----- | ----- | ----- |
| AW.DTV/IJskoud de Beste | —     | 17–17 | 13–15 | 14–11 |
| GroenGeel/RMcD Huis     | 13–18 | —     | 13–14 | 17–13 |
| KZ/Keukensale           | 17–9  | 16–17 | —     | 22–11 |
| Tempo                   | 8–25  | 13–20 | 9–29  | —     |

Ereklasse poule 5
| pos | club          | gs | w | g | v | pnt | dv  | dt  | dt  |
| --- | ------------- | -- | - | - | - | --- | --- | --- | --- |
| 1.  | AKC Blauw-Wit | 6  | 5 | 0 | 1 | 10  | 138 | 67  | +71 |
| 2.  | KV Die Haghe  | 6  | 5 | 0 | 1 | 10  | 122 | 93  | +29 |
| 3.  | Avanti        | 6  | 2 | 0 | 4 | 4   | 76  | 114 | -38 |
| 4.  | KV BEP        | 6  | 0 | 0 | 6 | 0   | 67  | 129 | -62 |

| Thuis \ Uit   | ABW   | AVA   | BEP   | DHG   |
| ------------- | ----- | ----- | ----- | ----- |
| AKC Blauw-Wit | —     | 23–13 | 23–4  | 23–18 |
| Avanti        | 6–21  | —     | 16–15 | 15–23 |
| KV BEP        | 11–34 | 9–13  | —     | 10–19 |
| KV Die Haghe  | 15–14 | 23–13 | 24–18 | —     |

Ereklasse poule 6
| pos | club           | gs | w | g | v | pnt | dv  | dt  | dt  |
| --- | -------------- | -- | - | - | - | --- | --- | --- | --- |
| 1.  | Fortuna        | 6  | 6 | 0 | 0 | 12  | 117 | 72  | +45 |
| 2.  | DeetosSnel/QLS | 6  | 4 | 0 | 2 | 8   | 102 | 84  | +18 |
| 3.  | Valto          | 6  | 2 | 0 | 4 | 4   | 78  | 110 | -32 |
| 4.  | KVS/Groeneveld | 6  | 0 | 0 | 6 | 0   | 73  | 104 | -31 |

| Thuis \ Uit    | DET   | FOR   | KVS   | VAL   |
| -------------- | ----- | ----- | ----- | ----- |
| DeetosSnel/QLS | —     | 13–19 | 15–11 | 23–13 |
| Fortuna        | 13–11 | —     | 24–9  | 25–17 |
| KVS/Groeneveld | 17–20 | 13–17 | —     | 12–15 |
| Valto          | 11–20 | 9–19  | 13–11 | —     |

Ereklasse poule 7
| pos | club           | gs | w | g | v | pnt | dv  | dt  | dt  |
| --- | -------------- | -- | - | - | - | --- | --- | --- | --- |
| 1.  | PKC/Vertom     | 6  | 6 | 0 | 0 | 12  | 144 | 86  | +58 |
| 2.  | TOP /IAA Fresh | 6  | 4 | 0 | 2 | 8   | 105 | 99  | +6  |
| 3.  | Sporting Delta | 6  | 1 | 0 | 5 | 2   | 74  | 110 | -36 |
| 4.  | Fiks           | 6  | 1 | 0 | 5 | 2   | 90  | 118 | -28 |

| Thuis \ Uit    | FKS   | PKC   | SPO   | TOP   |
| -------------- | ----- | ----- | ----- | ----- |
| Fiks           | —     | 17–23 | 16–12 | 16–18 |
| PKC/Vertom     | 23–16 | —     | 22–10 | 27–22 |
| Sporting Delta | 18–9  | 12–31 | —     | 12–18 |
| TOP /IAA Fresh | 24–16 | 9–18  | 14–10 | —     |

Ereklasse poule 8
| pos | club               | gs | w | g | v | pnt | dv  | dt | dt  |
| --- | ------------------ | -- | - | - | - | --- | --- | -- | --- |
| 1.  | HKC/Creon Kozijnen | 6  | 5 | 0 | 1 | 10  | 100 | 83 | +17 |
| 2.  | KCC/CK Kozijnen    | 6  | 4 | 0 | 2 | 8   | 93  | 88 | +5  |
| 3.  | DSC                | 6  | 3 | 0 | 3 | 6   | 97  | 93 | +4  |
| 4.  | TOP (A)            | 6  | 0 | 0 | 6 | 0   | 65  | 91 | -26 |

| Thuis \ Uit        | DSC   | HKC   | KCC   | TPA   |
| ------------------ | ----- | ----- | ----- | ----- |
| DSC                | —     | 18–20 | 14–17 | 16–11 |
| HKC/Creon Kozijnen | 19–15 | —     | 17–18 | 15–13 |
| KCC/CK Kozijnen    | 16–21 | 11–13 | —     | 15–12 |
| TOP (A)            | 10–13 | 8–16  | 11–16 | —     |

## Seizoen, Tweede Fase
In de 2e competitie-fase wordt de competitie uitgespeeld via 4 poules:
Ereklasse poule 1
| pos | club                   | gs | w | g | v | pnt | dv  | dt  | dt  |
| --- | ---------------------- | -- | - | - | - | --- | --- | --- | --- |
| 1.  | DOS'46                 | 6  | 5 | 0 | 1 | 10  | 130 | 92  | +38 |
| 2.  | LDODK/Rinsma Modeplein | 6  | 4 | 1 | 1 | 9   | 122 | 95  | +27 |
| 3.  | Unitas/Perspectief     | 6  | 1 | 1 | 4 | 3   | 80  | 106 | -26 |
| 4.  | SCO/European Aerosols  | 6  | 1 | 0 | 5 | 2   | 88  | 127 | -39 |

Ereklasse poule 2
| pos | club               | gs | w | g | v | pnt | dv  | dt  | dt  |
| --- | ------------------ | -- | - | - | - | --- | --- | --- | --- |
| 1.  | DVO/Transus        | 6  | 4 | 1 | 1 | 9   | 114 | 85  | +29 |
| 2.  | DeetosSnel/QLS     | 6  | 4 | 0 | 2 | 8   | 101 | 93  | +8  |
| 3.  | HKC/Creon Kozijnen | 6  | 3 | 0 | 3 | 6   | 88  | 102 | -14 |
| 4.  | Dalto/Klaverblad   | 6  | 0 | 1 | 5 | 1   | 93  | 116 | -23 |

Ereklasse poule 3
| pos | club            | gs | w | g | v | pnt | dv  | dt  | dt  |
| --- | --------------- | -- | - | - | - | --- | --- | --- | --- |
| 1.  | PKC/Vertom      | 6  | 5 | 0 | 1 | 10  | 122 | 99  | +23 |
| 2.  | Fortuna         | 6  | 4 | 0 | 2 | 8   | 106 | 104 | +2  |
| 3.  | Die Haghe       | 6  | 3 | 0 | 3 | 6   | 103 | 99  | +4  |
| 4.  | KCC/CK Kozijnen | 6  | 0 | 0 | 6 | 0   | 86  | 115 | -29 |

Ereklasse poule 4
| pos | club                    | gs | w | g | v | pnt | dv  | dt  | dt  |
| --- | ----------------------- | -- | - | - | - | --- | --- | --- | --- |
| 1.  | AKC Blauw-Wit           | 6  | 5 | 1 | 0 | 11  | 111 | 82  | +29 |
| 2.  | AW.DTV/IJskoud de Beste | 6  | 3 | 0 | 3 | 6   | 88  | 89  | -10 |
| 3.  | TOP (S)                 | 6  | 1 | 2 | 3 | 4   | 94  | 104 | -10 |
| 4.  | KZ/Keukensale           | 6  | 1 | 1 | 4 | 3   | 93  | 102 | -9  |

## Play-offs en Finale
|  | Halve finale | Halve finale  | Halve finale |    |     | Finale | Finale | Finale |
|  |              |               |              |    |     |        |        |        |
|  | A1           | DOS'46        | 21           |    |     |        |        |        |
|  | B1           | DVO           | 19           |    |     |        |        |        |
|  | B1           | DVO           | 19           |    | A1  | DOS'46 | 19*    |        |
|  |              |               |              |    | A1  | DOS'46 | 19*    |        |
|  |              | C1            | PKC          | 19 |     |        |        |        |
|  | C1           | C1            | PKC          | 19 | PKC | 20     |        |        |
|  | C1           |               |              |    | PKC | 20     |        |        |
|  | D1           | AKC Blauw-Wit | 19           |    |     |        |        |        |

- = wedstrijd gewonnen na strafworpen

| Veld Kampioen van Nederland 2025 |
| -------------------------------- |
| DOS'46 2e veldtitel              |